# Joe Hostetter
Joe Hostetter (* vor 1929) war ein US-amerikanischer Jazztrompeter und Sänger, der in den 1930er-Jahren auch unter den Pseudonymen Joe Host oder Joe Hoste Bekanntheit erlangte.

## Leben und Wirken
Hostetter war ab Ende der 1920er-Jahre Mitglied des Casa Loma Orchestra, als Trompeter zu hören auf dem in den Charts erfolgreichen Casa Loma Stomp, als Vokalist auf Nummern wie Any Time’s the Time to Fall in Love (Paramount 34041). Im folgenden Jahrzehnt spielte er als Trompeter auch bei Isham Jones, Joe Haymes und Charlie Barnet, als Vokalist (z. T. als Joe Host(e)) bei Barnet ( I’m an Old Cowhand 1936), Gene Kardos (The Breeze (That’s Bringin’ My Honey Back to Me), Vocalion 2746) und 1934 bei Lud Gluskin (The Continental, Columbia 2952) Im Bereich des Jazz war er zwischen 1929 und 1937 an 29 Aufnahmesessions beteiligt.
Er ist nicht mit dem gleichnamigen amerikanischen Toningenieur zu verwechseln, der u. a. mit Phil Wilson, Greg Hopkins und William Parker arbeitete.